# 赤首乌
赤首乌, 何首乌的一种，属蓼科植物。赤首乌又称雄首乌。 《日華子》記載，“此藥有雌雄，雄者苗葉黃白，雌者赤黃色。”